# João Paulino Marques
João Paulino Marques (Recife, 12 de janeiro de 1871 – Pernambuco, 13 de fevereiro de 1936) foi um médico brasileiro.
Candidatou-se como membro correspondente da Academia Nacional de Medicina em 13 de setembro de 1920, tendo a sua proposição aprovada na sessão do dia 7 de outubro de 1920, onde é o patrono da Cadeira 51.